# Gundviksudden
Gundviksudden (finska: Gundvikinniemi) är en udde i Finland. Den ligger i Pargas stad i landskapet Egentliga Finland, i den södra delen av landet, 140 km väster om huvudstaden Helsingfors.
Terrängen inåt land är platt. Havet är nära Gundviksudden åt sydost.  Närmaste större samhälle är Väståboland, 7,0 km norr om Gundviksudden. I omgivningarna runt Gundviksudden växer i huvudsak barrskog.